# De Zwing
Potterij De Zwing (1927 - 1931) in de Nederlandse plaats Noordwijk werd in 1927 opgericht door Koen Mertens, afkomstig van de Kennemer Pottenbakkerij. Er werden vooral borden, bloempotten en vazen vervaardigd.
Het Genootschap Oud Noordwijk bezit een collectie.